# لی هندری
لی هندری (به انگلیسی: Lee Hendrie) بازیکن فوتبال زادهٔ ۱۸ مه ۱۹۷۷ اهل انگلستان است که سابقهٔ بازی در تیم ملی فوتبال انگلستان را در کارنامهٔ خود دارد. وی در تاریخ ۱۸ نوامبر ۱۹۹۸ تنها بازی ملی خود را در مقابل تیم ملی فوتبال جمهوری چک انجام داد.